# Porsche 914
O Porsche 914 foi um modelo esportivo desenvolvido em parceria pela Volkswagen e pela Porsche.

## História

### Antecedentes
Em 1963 a Porsche iniciou o projeto de um novo modelo visando substituir o modelo 356. Apesar do lançamento do modelo 911, a empresa acreditava que um modelo mais acessível deveria ser lançado, visando principalmente o mercado americano. Assim em 1965 foi apresentado o modelo 912.  Ainda naquele ano o advogado estadunidense Ralph Nader lançou o livro Unsafe at Any Speed enquanto que a Academia Nacional de Ciências dos Estados Unidos publicou o relatório Accidental Death and Disability: The Neglected Disease of Modern Society. Essas publicações despertaram um debate na sociedade estadunidense sobre a segurança dos automóveis comercializados nos Estados Unidos e forçou o governo americano a criar os National Traffic and Motor Vehicle Safety Act, Federal Motor Vehicle Safety Standards e alterar o Clean Air Act em 1967 para um maior controle de emissões.
Os novos padrões de segurança e emissões veiculares americanos começaram a ser implantados em 1967 e atingiram toda a indústria automotiva, que precisou rever seus projetos. Durante as discussões para a aprovação da legislação em 1966, executivos da Porsche chegaram a conclusão que a adaptação do modelo 912 para os novos padrões de segurança era inviável. Assim decidiram que o modelo 912 seria descontinuado em 1969 e um novo modelo deveria ser lançado para substituí-lo.
Ao mesmo tempo, a Volkswagen também estudava um substituto para o Karman Ghia, seu modelo mais luxuoso (que custava o dobro do Fusca) e que também foi atingido pela nova legislação. Na época os Estados Unidos eram o segundo maior mercado de exportação da Volkswagen. Por força de um contrato assinado em 1948, a Volkswagen era obrigada a contratar a Porsche para projetar alguns veículos. Assim ficou decidido que o substituto do Karman Ghia deveria ser um projeto desenvolvido pela Porsche. Em 1966 os presidentes da Porsche, Ferry Porsche, e da Volkswagen, Heinrich Nordhoff, realizaram  um acordo criando uma joint-venture para desenvolver e comercializar o novo modelo, batizado de 914. A Porsche iria vender o 914/6 nos Estados Unidos enquanto a Volkswagen iria vender o 914 na Europa.

### Projeto

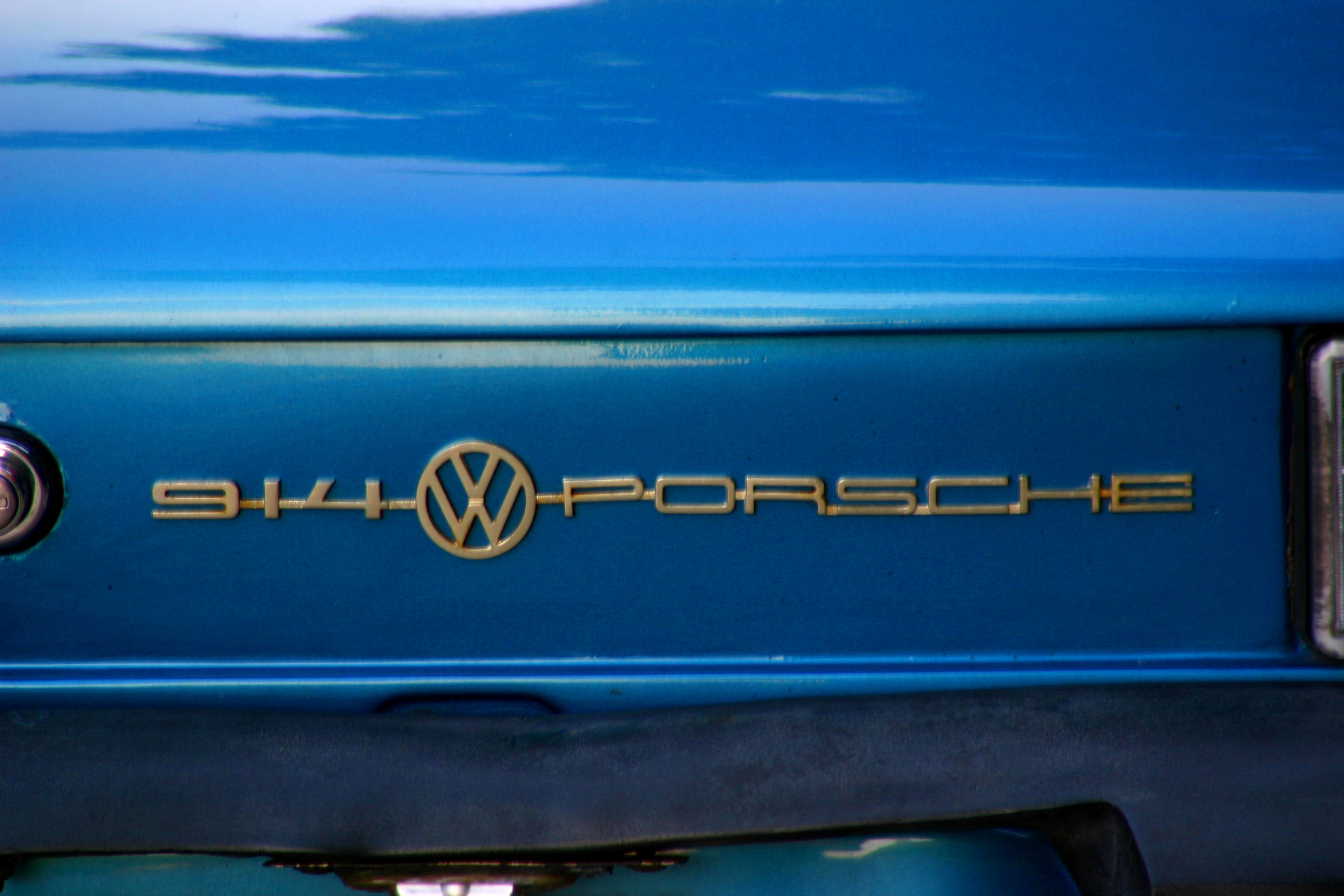
Emblema do VW-Porsche

Em 1964 a Bayer e o escritório do designer Hans Gugelot desenvolveram um projeto para a BMW empregando o uso de materiais plásticos. O projeto, chamado de K67, acabou cancelado, embora algumas de seus conceitos tenham influenciado mais tarde o projeto do 914 (ainda assim a Porsche negue oficialmente).
O projeto do 914 foi desenvolvido pelo engenheiro Heinrich Klie entre 1966 e fevereiro de 1968. O primeiro protótipo foi apresentado em 1 de março daquele ano. No mês seguinte faleceu Heinrich Nordhoff e o conselho da Volskwagen escolheu o executivo Kurt Lotz para comandar a empresa. Lotz se opôs a joint-venture e tentou que a Volkswagen tivesse exclusividade sobre o 914, o que quase acabou com a parceria.
Depois de um ano de muitas discussões Ferry conseguiu convencer Lotz e formou-se então a VW-Porsche Vertriebsgesellschaft Gmbh, com uma divisão nos EUA (Porsche-Audi). Os veículos comercializados nos EUA seriam enviados com a marca Porsche, mercado de grande importância para a marca. Para a Europa o 914 seria comercializado pela Volkswagen com a marca Volkswagen-Porsche. Assim em 1969 o carro é apresentado no salão de Genebra, Suíça, em duas versões com motores boxer sendo um 1.7 de quatro cilindros, com injeção de combustível e 85 cv e um 2.0 seis-cilindros que possuía comando no cabeçote e 125 cv.

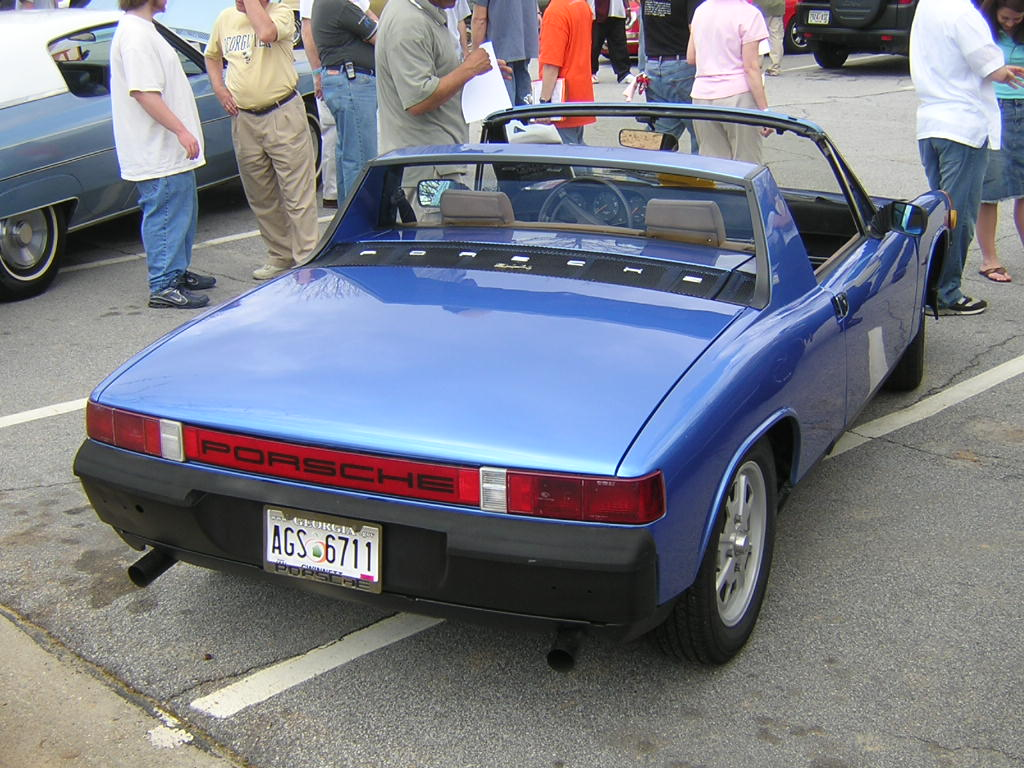
VW Porsche 914

Secretamente, sua equipe constrói duas versões de 914-8 cilindros, um para a comemoração dos 60 anos de Ferry Porsche, esta unidade permanece no museu da Porsche em Stuttgart, a outra unidade foi presenteada ao Karl Lotz, que a mantém até os dias de hoje. Comercializado de 1970 a 1972 a versão 6 cilindros não ultrapassou as 3.300 unidades, o alto custo de aquisição desta versão, variando de 5.999 à 6.099 dólares americanos e a pouca diferença para o 911 básico (apenas 500 dólares americanos). Porsche ainda lança mais duas versões entre 1971 e 1972, conhecidos por 916 e 914/6 GT, com motor mais potente 2.4 L (do 911-S), rodas e para-lamas alargados. Fabricados sob encomenda, não ultrapassaram as 11 unidades e 47 unidades, respectivamente. Mesmo considerada cara, algo em torno de 3.595 dólares americanos, frente a seus principais concorrentes de mercado (Datsun 240Z com 3.526 dólares entre outros mais baratos em até 1.000 dólares americanos) a versão 4 cilindros, com motores VW 411, por sua vez caminhava bem chegando há 22.000 unidades vendidas ao final de 1972. A solução seria produzir um novo motor para substituir a versão 6 cilindros e aumentar a potência da versão 1.7 L. Assim sendo, em 1973 duas novas versões são apresentadas com 4 cilindros, 1.8 Litros com 85 cv e 2.0 Litros com 100 cv. A versão 2.0 Litros obtém resultados de desempenho semelhantes aos apresentados com a versão 6 cilindros. Em especial, a versão 2.0 Litros de 1973 é considerada pelos aficionados o melhor ano do 914-4, pois sem custo adicional recebia todos os opcionais da versão 6 cilindros (console, vidros verdes, rodas fuchs, dupla barra de estabilização, bancos reguláveis etc). Para o mercado americano a versão 1.7 Litros foi substituída pelo 1.8 Litros com 80 cv, e a versão 2.0 Litros foi alterada para 88 cv, respeitando as normas do estado da Califórnia, que exigia catalisador. Ao final de 1975, Lotz manifesta seus novos projetos, com veículos com tração dianteira e com motores arrefecidos a água e comunica que Volkswagen não tem mais interesse no projeto 914. A produção do 914, estendeu-se até o final de 1976, atendendo exclusivamente ao mercado norte-americano. Ao todo foram produzidos 118.982 veículos, sendo que 75% foram exportados para EUA, a última versão 2.0 Litros foi comercializada a 7.250 dólares americanos. Porsche apresenta seu substituto, o modelo 924, com motor e transmissão Audi, este modelo foi renegado pelos porschistas, tornando-se um grande fiasco em vendas.

### Final da produção

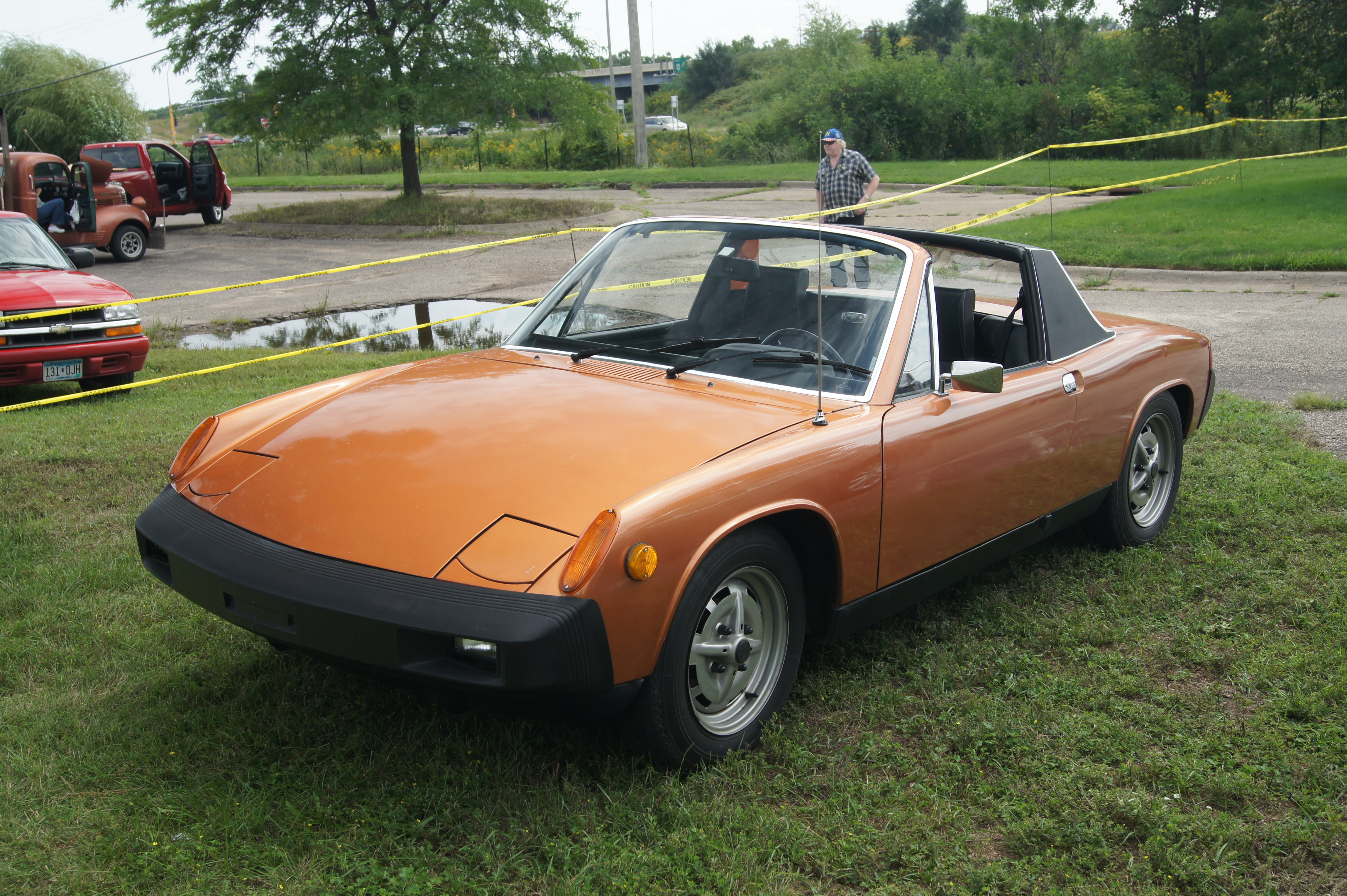
Modelo 914 ano 1975, o último em produção

Em setembro de 1973 surgiram os primeiros rumores sobre o fim da joint-venture entre a Volkswagen e Porsche. Ao mesmo tempo, a Volks-Porsche projetava o sucessor do 914, chamado de EA 425 e previa seu lançamento para o verão de 1975. Ao mesmo tempo, a Volkswagen chegou a estudar o lançamento de um esportivo próprio baseado no Volkswagen SP2 de sua filial brasileira. A Crise petrolífera de 1973 fez com que o mercado automotivo mundial migrasse dos veículos esportivos para modelos mais econômicos. O novo presidente da Volkswagen Rudolph Leiding resolveu encerrar a parceria com a Porsche e apresentou um novo veículo esportivo ao mercado no Salão de Genebra de 1973, o Scirocco. O projeto EA 425, desenvolvido em conjunto com a Volkswagen teve de ser recomprado pela Porsche e foi lançado em 1976 como modelo 924.

### Porsche 916
Em 1971 surgiu o projeto do modelo 916. Chamado de "Brutus", o 916 era equipado com o motor do modelo 911S de seis cilindros, com 2,4 e 2,7 litros capaz de alcançar de 190 cv a 210 cv. Onze unidades foram construídas, porém o projeto acabou cancelado por conta do 916 ser mais rápido e potente que o 911 e o temor da Porsche que o 916 prejudicasse as vendas do 911.

## Automobilismo

### Campeonato Mundial de Resistência

#### 1970

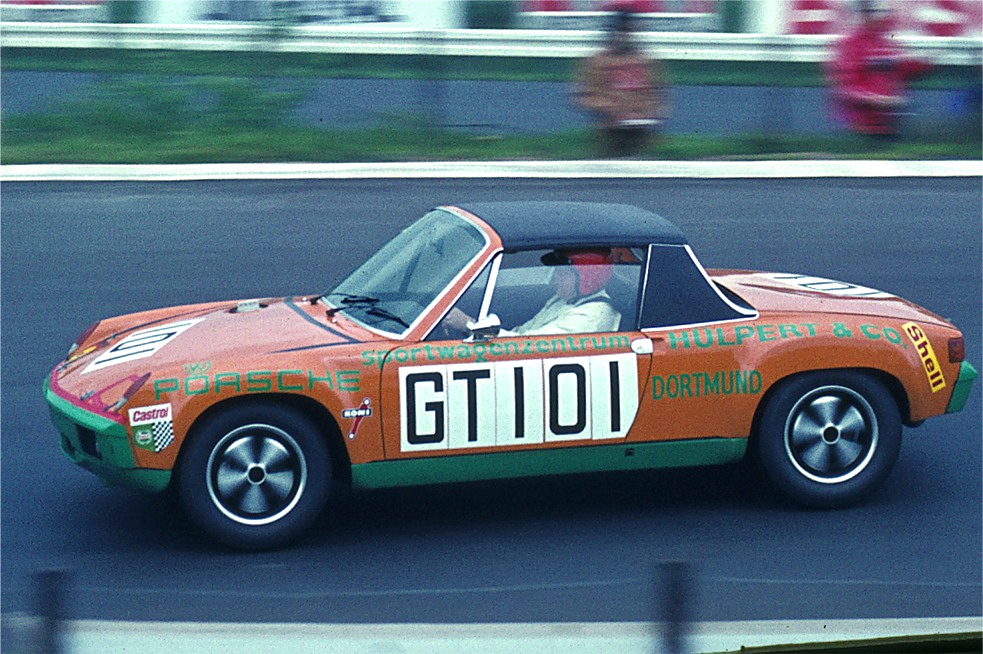
Porsche 914-6 da dupla Alexander Nolte e Werner Christmann durante a prova dos 1000 quilômetros de Nürburgring, parte do Campeonato Mundial de Resistência de 1970.

Em 1970 o 914 foi inscrito no Campeonato Mundial de Resistência, na categoria GT 2.0. O melhor resultado do 914 ocorreu durante as 24 Horas de Le Mans, onde a dupla francesa Claude Ballot-Léna e Guy Chasseuil ficaram em sexto lugar na classificação geral e venceram a categoria GT 2.0. pilotando o 914 número 40 da Établissements Sonauto.
Nos 1000 quilômetros de Zeltweg, a dupla alemã Günter Steckkönig e o Príncipe Ferfried de Hohenzollern venceu a categoria GT 2.0. (ficando em 12º lugar na classificação geral) com seu 914-6 número 51, representando a equipe Strähle KG.

#### 1971
O 914 disputou a edição de 1971 do Campeonato Mundial de Resistência, obtendo algumas vitórias em sua categoria.
Nas 24 Horas de Daytona alcançou o sétimo lugar na classificação geral e o primeiro lugar na categoria GT 2.5 com a equipe Sun Oil Company integrada pelos pilotos canadenses Jacques Duval e George Nicholas e o estadunidense Bob Bailey.
A segunda vitória ocorreu nos Mil quilômetros de Monza quando a equipe suíça Squadra Tartaruga alcançou o décimo terceiro lugar na classificação geral e o e o primeiro lugar na categoria GT 2.0. O modelo 914 vencedor foi pilotado pelos suíços Peter Ettmüller e Ernst Seiler.
Nos Mil quilômetros de Spa-Francorchamps conquistou o nono lugar na classificação geral e o primeiro lugar na categoria GT 2.0, com a equipe alemã Max Moritz, composta pelos pilotos alemães Gerd Quist e Dietrich Krumm.
Nos Mil quilômetros de Nürburgring o 914 venceu em casa na categoria GT 2.0, ficando em décimo quarto lugar na classificação geral, com a equipe alemã Max Moritz, dos pilotos Gerd Quist e Dietrich Krumm. Essa foi a segunda vitória da equipe, que havia vencido anteriormente em Spa.
O Porsche 914 venceu a categoria GT 2.0 pela segunda vez seguida nos 1000 quilômetros de Zeltweg quando a equipe alemã Paul-Ernst Strahle, formada pelos pilotos Günter Steckkönig, Dieter Schmid e Roland Bauer ficou em nono lugar na classificação geral da prova.
A última vitória do 914 naquela temporada ocorreu nas Seis horas de Watkins Glen. A equipe americana  Brumos Porsche-Audi, dos pilotos Peter Gregg e Hurley Haywood conquistou o sétimo lugar na classificação geral da prova e o primeiro lugar na categoria GT 2.5.

### Carro de segurança
O Porsche 914 foi o primeiro Carro de segurança da história da Fórmula 1. Durante o Grande Prêmio do Canadá de 1973, o piloto Eppie Wietzes conduziu um Porsche 914 como carro de segurança.

### Brasil
O Porsche 914 estreou no Brasil em março de 1970 durante os 1500 quilômetros de Interlagos. A dupla Carol Figueiredo e Affonso Giafone pilotou um Porsche 914 número 31. A prova acabou para o 914 na curva da laranja, quando Figueuredo perdeu o controle bateu no guard-rail.
Em 2010 um Porsche 914 disputava o Campeonato Brasileiro de Carros Clássicos.